# دریاچه زمستان
دریاچه زمستان (Lacus Hiemalis) از دریاچه‌وارهای سطح کره ماه است.
این دریاچه‌وار کوچک در منطقه سرزمین برف در کره ماه واقع شده‌است.
قطر این دریاچه‌وار ۵۰ کیلومتر و مختصات آن ۱۵٫۰° شمالی و ۱۴٫۰° شرقی است.
در دانش‌نمایی به نام اختربینی، دریاچه زمستان بر کره ماه را تداعی‌کننده مفاهیم «کنترل خود، تبعیض احساسی، خودآگاهی و آرامش» دانسته‌اند.